# FK Irtych Omsk
Maillots
Actualités
Le Futbolny klub Irtych, plus couramment appelé Irtych Omsk (russe : «Иртыш» Омск), est un club de football russe fondé en 1946 et basé à Omsk.
Il évolue en troisième division russe depuis la saison 2021-2022.

## Histoire
Fondé en 1946 sous le nom Krylia Sovetov, le club intègre dès l'année suivante la deuxième division soviétique où il évolue trois saisons, adoptant l'appellation Bolchevik lors de sa dernière année en 1949. Il évolue par la suite dans les compétitions de la RSFS de Russie durant la première moitié des années 1950.
Retrouvant les divisions nationales en 1957 sous le nom Krasnaïa Zvezda puis Irtych à partir de 1958, le club atteint notamment la phase finale pour la promotion en première division en 1960, mais échoue finalement à un point du Troud Voronej. Il est replacé au troisième échelon en 1963 et enchaîne alors trois phases finales d'affilée avant de finalement retrouver la deuxième division en 1966. Premier du groupe 4 en 1968, il participe une nouvelle fois aux barrages de promotion mais échoue une nouvelle fois à la montée dans l'élite. Il est ensuite relégué dès l'année suivante.
Passant par la suite quatorze saisons au troisième échelon, l'Irtych parvient finalement à être promu à l'issue de la saison 1983 et retrouve alors la deuxième division, dont il est cependant relégué dès l'année suivante en terminant largement dernier avec 26 points en 42 matchs. Malgré plusieurs podiums dans la zone 4 du troisième niveau dans les années qui suivent et deux phases finales, le club ne parvient plus à retrouver le deuxième échelon, étant même relégué en quatrième division en 1990.
Après la dissolution de l'Union soviétique, l'Irtych est intégré au sein de la nouvelle deuxième division russe en 1992, où il termine deux fois de suite deuxième du groupe Est pour ses deux premières saisons. L'unification du championnat s'accompagne d'une chute de ses résultats, avec une seizième place en 1994 suivi d'une vingtième position l'année suivante synonyme de relégation. Remportant la zone Est du troisième échelon en 1996, il retrouve la deuxième division, mais après deux nouvelles saisons dans le bas de classement, le club descend une nouvelle au niveau inférieur.
Cette dernière relégation s'avère bien plus durable, l'équipe échouant par la suite à s'imposer comme un prétendant régulier à la promotion pendant près de dix ans. Finalement, l'Irtych finit par finir premier du groupe à l'issue de la saison 2009 et retrouve alors la deuxième division. Ce retour est cependant très bref, une dix-neuvième place à l'issue de la saison 2010 faisant redescendre le club aussitôt. L'équipe termine deuxième du groupe Est en 2019 mais, à la suite d'un retrait de points au leader le Sakhaline Ioujno-Sakhalinsk, l'Irtych passe finalement premier. Il n'est cependant pas éligible à la promotion, n'ayant pas envoyé les documents nécessaires dans les temps. Le club l'emporte une nouvelle fois l'année suivante et accède cette fois à la deuxième division dans le cadre de la saison 2020-2021. Il redescend cependant immédiatement à l'issue de ce dernier exercice.

## Bilan sportif

### Palmarès
| Période russe | Période soviétique |
| - Coupe de Russie - Huitièmes de finale : 1995 et 2000. - Championnat de Russie de deuxième division - Vice-champion : 1992 et 1993. - Championnat de Russie de troisième division - Vainqueur de groupe : 1996, 2009, 2019 et 2020. | - Coupe d'Union soviétique - Seizièmes de finale : 1988. - Championnat d'Union soviétique de deuxième division - Vainqueur de groupe : 1960 et 1968. - Championnat d'Union soviétique de troisième division - Vainqueur de la phase finale : 1983. - Vainqueur de groupe : 1965, 1983, 1988 et 1989. |

### Classements en championnat
La frise ci-dessous résume les classements successifs du club en championnat d'Union soviétique.
La frise ci-dessous résume les classements successifs du club en championnat de Russie.

### Bilan par saison
Légende
- Promotion en division supérieure
- Relégation en division inférieure

#### Période soviétique
| Saison    | Championnat       | Championnat       | Championnat       | Championnat       | Championnat       | Championnat       | Championnat       | Championnat       | Championnat       | Championnat       | Coupe d'URSS        |
| Saison    | Division          | Pos               | Pts               | J                 | V                 | N                 | D                 | BP                | BC                | Diff              | Coupe d'URSS        |
| --------- | ----------------- | ----------------- | ----------------- | ----------------- | ----------------- | ----------------- | ----------------- | ----------------- | ----------------- | ----------------- | ------------------- |
| 1947      | 2e Russie 2       | 8e                | 14                | 18                | 6                 | 2                 | 10                | 26                | 41                | -15               | Quarts de finale Q  |
| 1948      | 2e Russie 2       | 9e                | 21                | 24                | 8                 | 5                 | 11                | 44                | 39                | +5                | —                   |
| 1949      | 2e Russie 2       | 11e               | 19                | 26                | 9                 | 1                 | 16                | 41                | 70                | -29               | Demi-finales Q      |
| 1950-1956 | Championnat local | Championnat local | Championnat local | Championnat local | Championnat local | Championnat local | Championnat local | Championnat local | Championnat local | Championnat local | Championnat local   |
| 1957      | 2e Extrême-Orient | 4e                | 26                | 22                | 10                | 6                 | 6                 | 45                | 26                | +19               | Finale Q            |
| 1958      | 2e Zone 6         | 10e               | 23                | 26                | 8                 | 7                 | 11                | 41                | 41                | 0                 | Quarts de finale Q  |
| 1959      | 2e Zone 7         | 6e                | 27                | 26                | 11                | 5                 | 10                | 35                | 44                | -9                | —                   |
| 1960      | 2e Russie 5       | 1er               | 39                | 26                | 16                | 7                 | 3                 | 48                | 24                | +24               | Demi-finales Q      |
| 1961      | 2e Russie 5       | 7e                | 26                | 24                | 9                 | 8                 | 7                 | 33                | 26                | +7                | 32es de finale      |
| 1962      | 2e Russie 5       | 7e                | 30                | 28                | 13                | 4                 | 11                | 39                | 28                | +11               | Quarts de finale Q  |
| 1963      | 3e Russie 5       | 2e                | 39                | 28                | 14                | 11                | 3                 | 45                | 17                | +28               | Quarts de finale Q  |
| 1964      | 3e Russie 6       | 2e                | 44                | 34                | 15                | 14                | 5                 | 44                | 29                | +15               | Demi-finales Q      |
| 1965      | 3e Russie 5       | 1er               | 55                | 38                | 24                | 7                 | 7                 | 67                | 27                | +40               | —                   |
| 1966      | 2e Groupe 3       | 15e               | 28                | 34                | 9                 | 10                | 15                | 26                | 38                | -12               | 32es de finale      |
| 1967      | 2e Groupe 3       | 11e               | 33                | 36                | 6                 | 21                | 9                 | 27                | 33                | -6                | 64es de finale      |
| 1968      | 2e Groupe 4       | 1er               | 55                | 40                | 22                | 11                | 7                 | 44                | 21                | +23               | 64es de finale      |
| 1969      | 2e Groupe 2       | 13e               | 36                | 34                | 13                | 10                | 11                | 33                | 30                | +3                | 32es de finale      |
| 1970      | 3e Zone 3         | 3e                | 54                | 42                | 20                | 14                | 8                 | 63                | 28                | +35               | 128es de finale     |
| 1971      | 3e Zone 6         | 5e                | 65                | 38                | 19                | 8                 | 11                | 57                | 32                | +25               | —                   |
| 1972      | 3e Zone 6         | 2e                | 74                | 36                | 22                | 8                 | 6                 | 47                | 22                | +25               | —                   |
| 1973      | 3e Zone 7         | 6e                | 30                | 30                | 14                | 7                 | 9                 | 38                | 26                | +12               | —                   |
| 1974      | 3e Zone 5         | 11e               | 34                | 34                | 13                | 8                 | 13                | 38                | 47                | -9                | —                   |
| 1975      | 3e Zone 4         | 5e                | 35                | 32                | 12                | 11                | 9                 | 39                | 34                | +5                | —                   |
| 1976      | 3e Zone 5         | 17e               | 21                | 34                | 6                 | 9                 | 19                | 34                | 56                | -22               | —                   |
| 1977      | 3e Zone 6         | 13e               | 36                | 38                | 13                | 10                | 15                | 44                | 44                | 0                 | —                   |
| 1978      | 3e Zone 6         | 14e               | 38                | 40                | 14                | 10                | 16                | 55                | 60                | -5                | —                   |
| 1979      | 3e Zone 6         | 12e               | 40                | 40                | 17                | 6                 | 17                | 49                | 52                | -3                | —                   |
| 1980      | 3e Zone 2         | 5e                | 42                | 34                | 18                | 6                 | 10                | 47                | 32                | +15               | —                   |
| 1981      | 3e Zone 4         | 3e                | 41                | 32                | 18                | 5                 | 9                 | 53                | 29                | +24               | —                   |
| 1982      | 3e Zone 4         | 2e                | 40                | 28                | 15                | 10                | 3                 | 47                | 26                | +21               | —                   |
| 1983      | 3e Zone 4         | 1er               | 37                | 26                | 15                | 7                 | 4                 | 44                | 21                | +23               | —                   |
| 1984      | 2e                | 22e               | 26                | 42                | 8                 | 10                | 24                | 35                | 72                | -37               | 32es de finale      |
| 1985      | 3e Zone 4         | 3e                | 32                | 26                | 12                | 8                 | 6                 | 41                | 36                | +5                | 64es de finale      |
| 1986      | 3e Zone 4         | 2e                | 40                | 26                | 16                | 8                 | 2                 | 51                | 20                | +31               | 64es de finale      |
| 1987      | 3e Zone 4         | 2e                | 43                | 28                | 19                | 5                 | 4                 | 53                | 23                | +30               | 64es de finale      |
| 1988      | 3e Zone 4         | 1er               | 41                | 30                | 16                | 9                 | 5                 | 42                | 15                | +27               | 64es de finale      |
| 1989      | 3e Zone 4         | 1er               | 50                | 36                | 20                | 10                | 6                 | 54                | 18                | +36               | Seizièmes de finale |
| 1990      | 3e Est            | 20e               | 34                | 42                | 13                | 8                 | 21                | 48                | 60                | -12               | 32es de finale      |
| 1991      | 4e Zone 10        | 3e                | 47                | 34                | 20                | 7                 | 7                 | 51                | 21                | +30               | —                   |

#### Période russe
| Saison    | Championnat | Championnat | Championnat | Championnat | Championnat | Championnat | Championnat | Championnat | Championnat | Championnat | Coupe de Russie     |
| Saison    | Division    | Pos         | Pts         | J           | V           | N           | D           | BP          | BC          | Diff        | Coupe de Russie     |
| --------- | ----------- | ----------- | ----------- | ----------- | ----------- | ----------- | ----------- | ----------- | ----------- | ----------- | ------------------- |
| 1992      | 2e Est      | 2e          | 42          | 30          | 18          | 6           | 6           | 45          | 25          | +20         | —                   |
| 1993      | 2e Est      | 2e          | 39          | 30          | 16          | 7           | 7           | 52          | 33          | +19         | 256es de finale     |
| 1994      | 2e          | 16e         | 37          | 42          | 15          | 7           | 20          | 50          | 79          | -29         | —                   |
| 1995      | 2e          | 20e         | 45          | 42          | 13          | 6           | 23          | 47          | 82          | -35         | 32es de finale      |
| 1996      | 3e Est      | 1er         | 69          | 30          | 22          | 3           | 5           | 59          | 17          | +42         | Huitièmes de finale |
| 1997      | 2e          | 17e         | 57          | 42          | 15          | 12          | 15          | 52          | 53          | -1          | 256es de finale     |
| 1998      | 2e          | 21e         | 41          | 42          | 11          | 8           | 23          | 36          | 58          | -22         | 128es de finale     |
| 1999      | 3e Est      | 10e         | 42          | 30          | 12          | 6           | 12          | 30          | 34          | -4          | 128es de finale     |
| 2000      | 3e Est      | 7e          | 33          | 24          | 8           | 9           | 7           | 20          | 18          | +2          | Tour préliminaire   |
| 2001      | 3e Est      | 6e          | 43          | 28          | 11          | 10          | 7           | 29          | 20          | +9          | Huitièmes de finale |
| 2002      | 3e Est      | 5e          | 55          | 30          | 16          | 7           | 7           | 51          | 28          | +23         | 256es de finale     |
| 2003      | 3e Est      | 3e          | 43          | 24          | 13          | 4           | 7           | 28          | 28          | 0           | 256es de finale     |
| 2004      | 3e Est      | 8e          | 26          | 27          | 6           | 8           | 13          | 23          | 35          | -12         | 256es de finale     |
| 2005      | 3e Est      | 4e          | 49          | 30          | 14          | 7           | 9           | 37          | 32          | +5          | Seizièmes de finale |
| 2006      | 3e Est      | 6e          | 58          | 36          | 16          | 10          | 10          | 51          | 38          | +13         | 256es de finale     |
| 2007      | 3e Est      | 5e          | 47          | 30          | 12          | 11          | 17          | 43          | 31          | +12         | 64es de finale      |
| 2008      | 3e Est      | 3e          | 49          | 27          | 14          | 7           | 6           | 46          | 30          | +16         | 128es de finale     |
| 2009      | 3e Est      | 1er         | 57          | 27          | 17          | 6           | 4           | 49          | 20          | -29         | 128es de finale     |
| 2010      | 2e          | 19e         | 28          | 38          | 6           | 10          | 22          | 26          | 52          | -26         | 256es de finale     |
| 2011-2012 | 3e Est      | 4e          | 57          | 36          | 16          | 9           | 11          | 52          | 38          | +14         | 32es de finale      |
| 2011-2012 | 3e Est      | 4e          | 57          | 36          | 16          | 9           | 11          | 52          | 38          | +14         | 64es de finale      |
| 2012-2013 | 3e Est      | 9e          | 24          | 30          | 5           | 9           | 16          | 37          | 62          | -25         | 128es de finale     |
| 2013-2014 | 3e Est      | 7e          | 32          | 24          | 8           | 8           | 8           | 28          | 28          | 0           | 32es de finale      |
| 2014-2015 | 3e Est      | 2e          | 43          | 24          | 12          | 7           | 5           | 35          | 17          | +18         | 128es de finale     |
| 2015-2016 | 3e Est      | 5e          | 31          | 24          | 7           | 10          | 7           | 25          | 23          | +2          | 128es de finale     |
| 2016-2017 | 3e Est      | 6e          | 15          | 20          | 4           | 3           | 13          | 18          | 36          | -18         | 64es de finale      |
| 2017-2018 | 3e Est      | 6e          | 13          | 20          | 3           | 4           | 13          | 15          | 31          | -16         | 32es de finale      |
| 2018-2019 | 3e Est      | 1er         | 45          | 20          | 14          | 3           | 3           | 38          | 12          | +26         | 64es de finale      |
| 2019-2020 | 3e Est      | 1er         | 29          | 11          | 9           | 2           | 0           | 21          | 4           | +17         | 32es de finale      |
| 2020-2021 | 2e          | 19e         | 35          | 42          | 9           | 8           | 25          | 33          | 61          | -28         | 64es de finale      |
| 2021-2022 | 3e Groupe 4 | 8e          | 38          | 28          | 10          | 8           | 10          | 51          | 49          | +2          | 128es de finale     |
| 2022-2023 | 3e Groupe 4 | 3e          | 51          | 27          | 14          | 9           | 4           | 40          | 22          | +18         | 64es de finale      |
| 2023-2024 | 3e Or       | 8e          | 23          | 18          | 6           | 5           | 7           | 15          | 15          | 0           | 128es de finale     |

## Entraîneurs
La liste suivante présente les différents entraîneurs du club depuis 1946.
- Piotr Iefremov (1946-1947)
- Gueorgui Bougrov (1948-1949)
- Nikolaï Golitsyne (1957)
- Lev Dolgopolov (1958)
- Nikolaï Ievseïev (1959)
- Ievgueni Imrekov (1960-1962)
- Ilia Issers (janvier 1963-mai 1963)
- Iouri Stoudentski (mai 1963-décembre 1965)
- Ramiz Karitchev (janvier 1966-août 1966)
- Boris Iakovlev (août 1966-décembre 1966)
- Nikolaï Reviakine (1967)
- Piotr Chtcherbatenko (1968-1970)
- Ievgueni Imrekov (1971-1972)
- Feliks Mirski (1973)
- Ievgueni Imrekov (1974)
- Viktor Ledovskikh (1975-1978)
- Korneï Chperling (1979-1986)
- Aleksandr Ivtchenko (1987-1990)
- Viatcheslav Martynov (janvier 1991-août 1992)
- Zinovy Bilen (août 1992-décembre 1992)
- Artiom Amirdjanov (janvier 1993-août 1994)
- Valeri Toltchev (août 1994-décembre 1994)
- Vladimir Araïs (janvier 1995-juin 1995)
- Aleksandr Ivtchenko (juin 1995-juillet 1998)
- Guennadi Kostylev (juillet 1998-décembre 1998)
- Artiom Amirdjanov (1999)
- Sergueï Vassioutine (décembre 1999-novembre 2000)
- Vladimir Sizontov (janvier 2001-juin 2001)
- Aleksandr Ivtchenko (juillet 2001-décembre 2002)
- Sergueï Tchikichev (décembre 2002-décembre 2004)
- Anatoli Kouznetsov (décembre 2004-juillet 2006)
- Artiom Amirdjanov (juillet 2006-mars 2007)
- Oleg Kokarev (mars 2007-août 2007)
- Artiom Amirdjanov (août 2007-décembre 2007)
- Vladimir Araïs (janvier 2008-août 2010)
- Aleksandr Dorofeïev (août 2010-juillet 2011)
- Alekseï Lipatnikov (juillet 2011-août 2011)
- Aleksandr Dorofeïev (août 2011-juin 2012)
- Vladimir Araïs (juillet 2012-juin 2014)
- Sergueï Boïko (juillet 2014-juin 2017)
- Aleksandr Derepovski (juillet 2017-juin 2018)
- Vladimir Araïs (juillet 2018-septembre 2020)
- Ievgueni Kharlatchiov (septembre 2020-avril 2021)
- Andreï Koutcheriavykh (en) (intérim) (avril 2021-juin 2021)
- Oleksandr Horshkov (en) (juillet 2021-octobre 2021)
- Andreï Koutcheriavykh (en) (intérim) (depuis octobre 2021)